# 第34届八国集团首脑会议

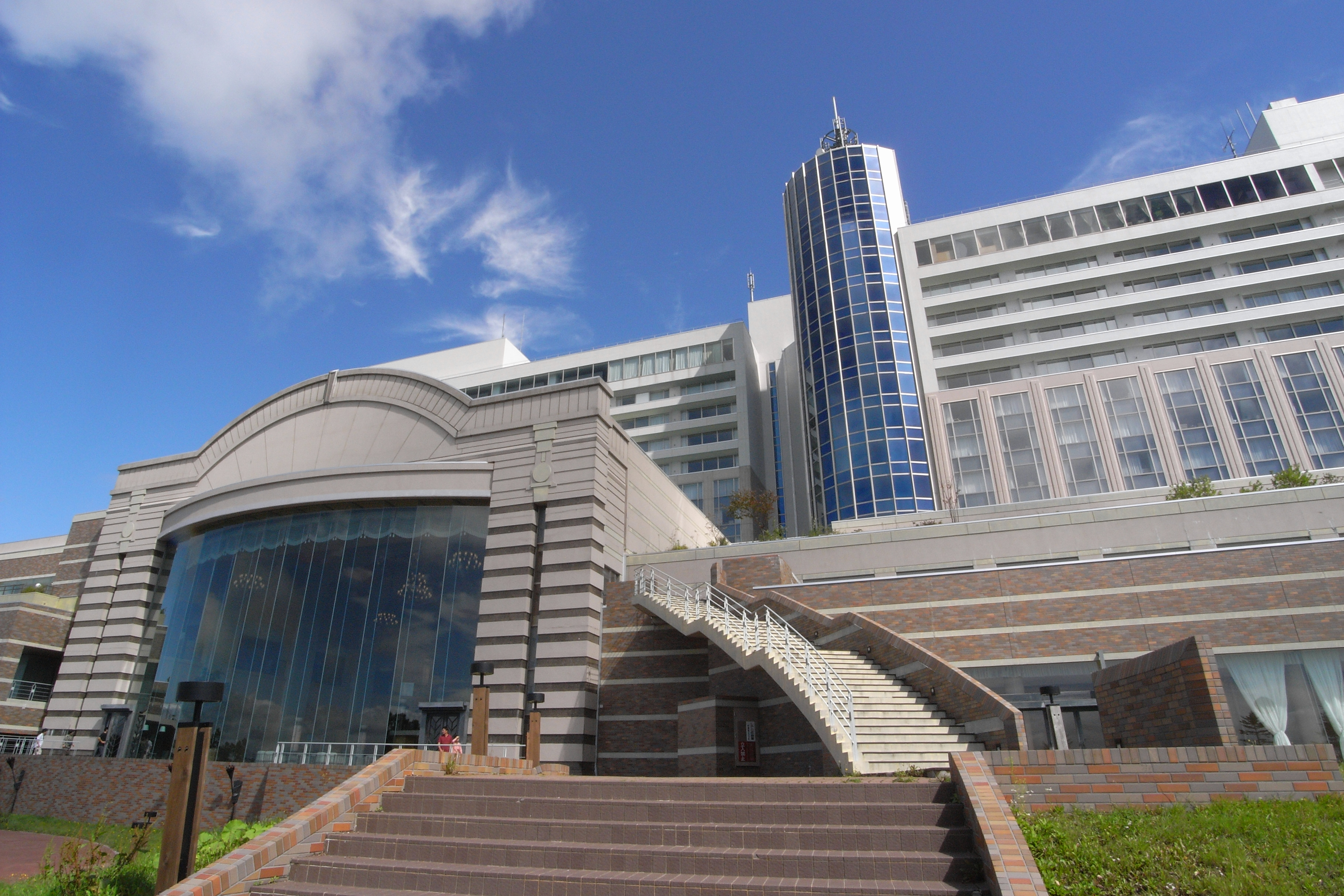
第34届八国集团首脑会议的舉行場館

第34届八国集团首脑会议（英語：34th G8 summit）于2008年7月7日至7月9日在日本北海道的洞爷湖町舉行。

## 与会国家及其首脑

### 八国集团

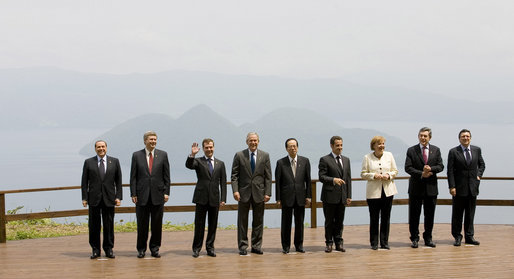
各国首脑在洞爷湖前合影

- 加拿大总理：斯蒂芬·哈珀
- 法國总统：尼古拉·萨科齐
- 德国总理：安格拉·默克尔
- 義大利总理：西尔维奥·贝卢斯科尼
- 日本首相：福田康夫
- 俄羅斯总统：德米特里·梅德韦杰夫
- 英国首相：戈登·布朗
- 美国总统：乔治·沃克·布什

### G8+5
- 中华人民共和国主席：胡锦涛[2]
- 印度总理：曼莫汉·辛格
- 巴西总统：路易斯·伊纳西奥·卢拉·达席尔瓦
- 墨西哥总统：费利佩·卡尔德龙
- 南非总统：塔博·姆贝基

### 其他國家領袖
- 安哥拉總統：若澤·愛德華多·多斯桑托斯[3]
- 澳大利亞總理：陸克文[4]
- 衣索比亞總理：梅萊斯·澤納維[5]
- 迦納總統：約翰·庫福爾[6]
- 印度尼西亞總統：蘇西洛·班邦·尤多約諾[7]
- 奈及利亞總統：奧馬魯·亞拉杜瓦[8]
- 塞內加爾總統︰阿卜杜拉耶·瓦德[9]
- 大韓民國總統：李明博[10]
- 坦尚尼亞總統：賈卡亞·基奎特[11]

#### 國際組織
- 非洲聯盟
- 獨立國家聯合體
- 歐洲聯盟
- 國際原子能機構
- 国际能源署
- 聯合國
- 聯合國教科文組織
- 世界銀行
- 世界衛生組織
- 世界貿易組織

## 外部連結
- 第24屆八國峰會官方網頁
- 日本洞爷湖町八國峰會籌備委員會
- Toyako-cho Summit Promotion Office （页面存档备份，存于）

| 前任： 第33届八国集团首脑会议 | 八国集团首脑会议 2008年 | 繼任： 第35届八国集团首脑会议 |